# Panda-Panzerwels
Der Panda-Panzerwels (Hoplisoma panda, Synonym: Corydoras panda) ist ein Panzer- und Schwielenwels der Gattung Hoplisoma. Er hat eine rötlich-braune Grundfarbe mit schwarzer Augenbinde und einem schwarzer Fleck vor der Schwanzflosse. Den Artzusatz panda vergaben die Autoren wegen der an den Großen Panda (Ailuropoda melanoleuca) erinnernden hell/dunkel Musterung.

## Merkmale
Der Panda-Panzerwels erreicht eine maximale Standardlänge von 3,8 cm. Für den Holotypus gaben die Erstbeschreiber 2 Paare Rictalbarteln und 1 Paar Mentalbarteln, 23 Knochenplatten in der zum Rücken gelegenen seitlichen Reihe (dbs, dorsolateral body scutes) und 20 in der zum Bauch hin gelegenen seitlichen Reihe (vbs, ventrolateral body scutes) an. Vor der Fettflosse befinden sich 2 Knochenplatten (pas, preadipose scutes). Der Pectoralstachel ist am inneren Rand leicht gesägt.
- Flossenformel: Dorsale I/7, Anale II/5, Pectorale I/8–9, Ventrale I/5[3]

## Verbreitung
Der Panda-Panzerwels kommt im Amazonasbecken in Peru vor. Als Typenfundort ist Aquas Amarillas, Region Huánuco in Peru, Río Ucayali-Flusssystem, Zufluss des Río Pachitea angegeben. 2010 wurde bei einer Erkundung ein Exemplar im Tal des Río Apurímac gefunden.
Nach Barriga (2012) kommt die Art auch in Ecuador, in den Ichthyologischen Gewässerzonen Napo Pastaza und Morona Santiago vor.

## Aquaristik
Der Panda-Panzerwels eignet sich gut zur Haltung im Aquarium, auch im Gesellschaftsbecken, wo er in Gruppen gepflegt werden sollte. Der Panda-Panzerwels ist im Übrigen dankbar für Versteckmöglichkeiten und einen weichen, sandigen Bodengrund, den er mit seinen Barteln durchwühlen und nach Nahrung absuchen kann. Wie alle Corydoradinae ist auch der Panda-Panzerwels ein akzessorischer Darmatmer, der bei Bedarf an der Wasseroberfläche Luft schnappen kann. Soweit er in Aquarien gehalten wird, sollte daher auf einen freien Zugang zur Wasseroberfläche Wert gelegt werden. Er sollte mindestens 5 Artgenossen zu seinem Wohlbefinden und zur artgerechten Haltung im Becken haben, da sie in der Natur in großen Gruppen von mehreren hundert Tieren leben. Geeignete Wasserwerte sind eine Temperatur von 22 °C bis 26 °C und ein pH-Wert von 6,0 bis 7,8. Die Wasserhärte sollte bei einem KH-Wert von 2 ° bis 10 ° und einem GH-Wert von 2 °d bis 20 °d liegen. Das Aquarium sollte ein Volumen von mindestens 56 Litern aufweisen. Er erreicht ein Alter von 8 bis 10 Jahren.

### Ernährung
Der Panda-Panzerwels ist allesfressend (omnivor) und ernährt sich von Algen, Detritus, Kleintieren und Pflanzenteilen. Im Aquarium eignet sich folgendes Futter: Lebendfutter (Artemia, Mückenlarven), Frostfutter (Cyclops) und Trockenfutter (Tabletten, Futterflocken).

### Zucht
Der Panda-Panzerwels ist eine leicht zu züchtende Art. Die Weibchen legen nacheinander etwa 30 Eier ab, welche an große Blätter, Steine oder einfach an die Aquarienscheiben geklebt werden. Die etwas größeren Weibchen zeichnen sich durch ihre Fülligkeit und durch die runden Bauchflossen im Gegensatz zu den spitzen Bauchflossen der Männchen aus.